# Кузино (Ярославская область)
Ку́зино –деревня Волжского сельского округа Волжского сельского поселения Рыбинского района Ярославской области. 
Деревня расположена на севере сельского поселения, на южной окраине города Рыбинска, примерно на расстоянии около 500 м к югу от окружной дороги города. На небольшом расстоянии к востоку от Кузино стоит деревня Сысоевское. Через Кузино от окружной дороги идет отворот на деревню Красный Пахарь .
На 1 января 2007 года в деревне числилось 2 постоянных жителя . Деревня  обслуживается почтовым отделением Ермаково-1, по почтовым данным в деревне 20 домов .